# 伊藤夏帆
伊藤 夏帆（いとう かほ、1994年7月7日 - ）は、日本の元ファッションモデル。神奈川県出身。

## 略歴
渋谷でスカウトされ、スターダストプロモーションに所属。事務所スタッフの勧めで「シンデレラオーディション109-(2)」に応募し、2005年、グランプリを受賞。また、同時期に雑誌『りぼん』の「りぼんガールオーディション」にて準グランプリを受賞し、モデルとして活動開始。りぼんガールを卒業後は『ニコ☆プチ』レギュラーモデルとして活躍。同誌での表紙起用回数は、当時最多であった4回。内、単独2回。
2008年、ニコ☆プチを卒業しその姉雑誌である『ニコラ』で専属モデルとして活躍、2011年5月号をもって卒業同誌での表紙起用回数は複数3回。
2009年からはナルミヤ・インターナショナルのブランド「Lovetoxic」のイメージモデルを朝日奈央、前田希美と共に務めていた。
2016年8月31日、事務所を退所。12年間の芸能生活を終える。

## 人物
- 名前の由来は、七夕生まれなので「夏」、父親が船関係の仕事をしているので「帆」、二つを合わせて夏帆となった[2]。
- 好きな芸能人は新垣結衣[3]。
- 憧れの芸能人は竹内結子。
- 将来の夢はなんでもどんな役でもできるような女優[3]。
- 長女。弟が1人いる[3]。
- 好きな食べ物は寿司とクレープ。
- 好きなブランドはLIZ LISA。

## 出演

### カタログ
- ナルミヤインターナショナル
  - エンジェルブルー
  - Blue cross girls
  - Daisy Lovers
  - Lovetoxic

### インターネットテレビ
- サークルリンク（第2日本テレビ）
- nicola©（goomo）

### テレビドラマ
- ネクストプリンセス (2009年10月4日 - 、テレビ東京） 「りさとあゆみの交換日記」 - りさ 役
- 警視庁失踪人捜査課 第5話（2010年5月14日、朝日放送・テレビ朝日） - 生徒 役
- 家電's Walker（2014年6月5日）

### CM
- わがままファッション ガールズモード
- 日清焼そばU.F.O.（2011年、日清食品）－「ハイ、U.F.O.!!」篇

### 広告
- 駿台予備校フロンティア

### 映画
- 体育館ベィビー

### MV
- Lily.μ「SECOND LOVE ～2度めの恋～」（2012年3月7日）
- INFINITY16 welcomez MINMI & JAY'ED「雨のち晴れ」（2012年4月25日）

### オリジナルビデオ
- となりの801ちゃん（2007年9月5日、ポニーキャニオン）

### 雑誌
- りぼん（2005年、集英社） - 専属モデル
- なかよし（講談社）
- ニコ☆プチ（2006年創刊号 - 2008年夏号、新潮社） - 専属モデル
- ニコラ（2008年8月号 - 2011年5月号、新潮社） - 専属モデル

### ムック
- ピュアピュア Vol.43（2007年7月5日、辰巳出版）ISBN 978-4777804047
- ピュアピュア Vol.44（2007年9月7日、辰巳出版）ISBN 978-4777804221
- ピュアピュア Vol.45（2007年11月7日、辰巳出版）ISBN 978-4777804627
- ピュアピュア Vol.46（2008年1月11日、辰巳出版）ISBN 978-4777804900
- ピュアピュア Vol.47（2008年3月7日、辰巳出版）ISBN 978-4777805129
- ピュアピュア Vol.53（2009年4月7日、辰巳出版）ISBN 978-4777806379
- 森ガールvalon vol.1（2009年11月30日、辰巳出版）ISBN 978-4777807321
- 森ガールvalon vol.2（2010年3月25日、辰巳出版）ISBN 978-4777807710